# Província de Toledo
La província de Toledo és una província de Castella-la Manxa, en la seua part occidental. Limita al nord amb la Comunitat de Madrid, al sud amb la província de Ciudad Real, a l'est amb la província de Conca, al nord-oest amb Castella i Lleó i al sud-oest amb Extremadura.
L'any 2015 tenia 693.371 habitants, repartits entre 204 municipis que abasten una superfície de 15.368 km². La capital i ciutat més poblada és Toledo (83.741 habitants), seguida de Talavera de la Reina, amb 83.303 habitants.
La província comparteix el Parc Nacional de Cabañeros amb la província de Ciudad Real. El riu Tajo creua la província d'est a oest, i passa per Talavera de la Reina i Toledo.
El maig de 2018 patí una plaga de conills que van malfer les collites.